# Bull Creek (Australie)
 (août 2025).
Pour les articles homonymes, voir Bull Creek.
Bull Creek est une banlieue de Perth en Australie-Occidentale.
Sa population était de 8 030 habitants en  2021.